# Herbeder Grundschule

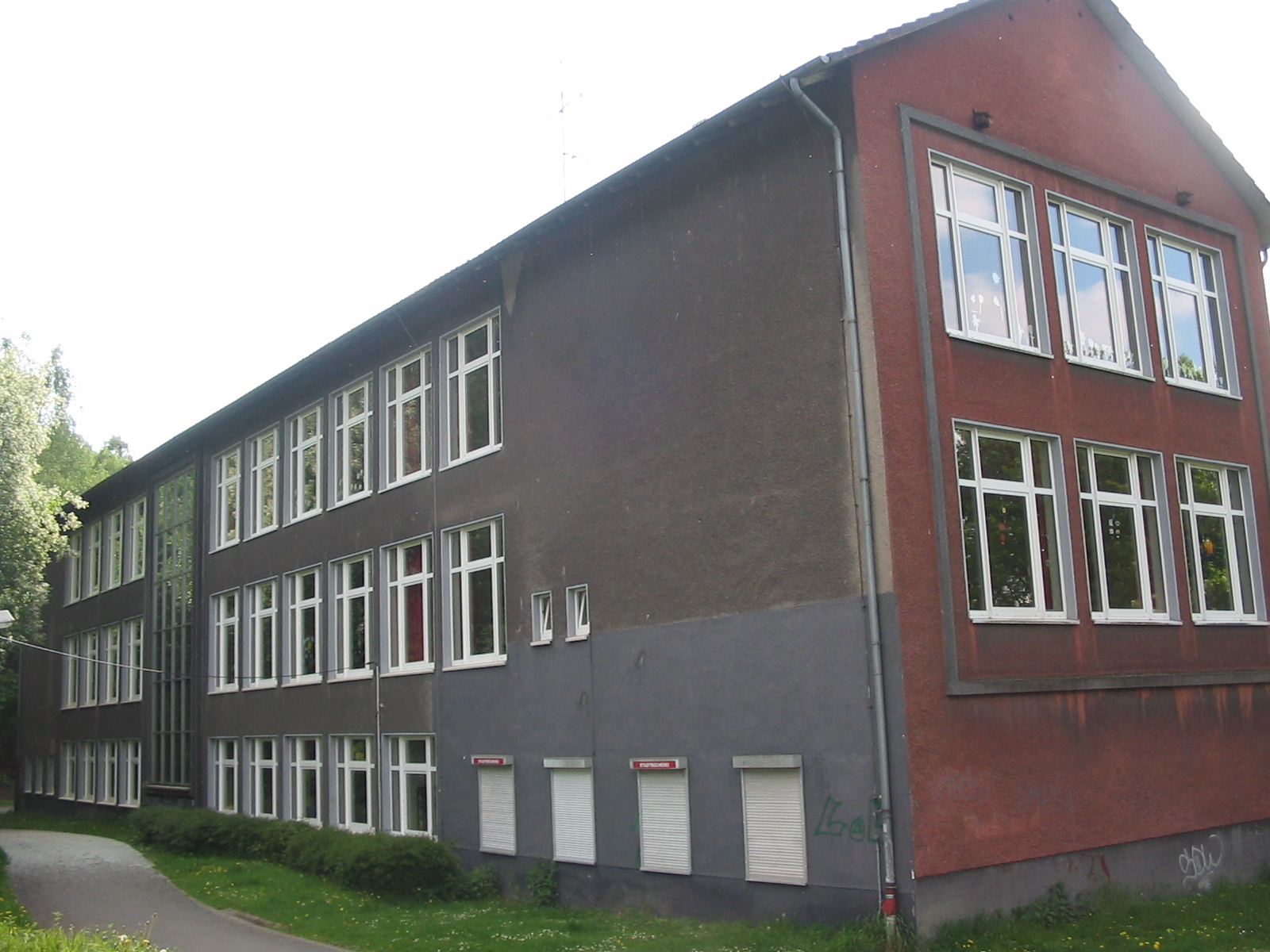
Herbeder Grundschule, 2013

Die Herbeder Grundschule ist die eine städtische Gemeinschaftsgrundschule im Stadtteil Herbede von Witten. Seit dem 27. September 2006 steht die Schule unter Denkmalschutz.

## Geschichte
Das Gebäude an der Wilhelmstraße 4 stammt etwa aus den 1950er oder 1960er Jahren. Nach der Umwandlung der 1896 gegründeten Volksschule an der Gerberstraße 8 in eine Hauptschule im Zuge der Schulreform 1968 erhielt sie hier ein neues Gebäude. 1988 konnte auch die Grundschule von der Gerberstraße hierhin umziehen. 1997 schloss die Herbeder Hauptschule. Nach der Schließung der Grundschule Durchholz 2010 nahm die Grundschule deren Schüler und Lehrer auf. Die Grundschule wird zweizügig betrieben, also mit zwei Klassen pro Jahrgang. Sie beherbergt die Stadtteilbibliothek der Stadtbücherei Witten mit etwa 10.000 Medien.